# Василивка
 Тази статия е за града в Запорожка област, Украйна.  За селото в Одеска област вижте Василивка (Одеска област).  
Василивка (на украински: Василівка) е град в Украйна, административен център на Василивски район, Запорожка област.
Към 1 януари 2011 година населението на града е 14 134 души

## История
Селището е основано през 1784 година, през 1957 година получава статут на град.